# CompuKids

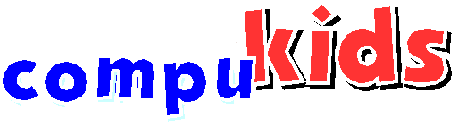
Het logo van CompuKids dat werd gebruikt in de jaren 1990.

CompuKids was een Nederlands computertijdschrift gericht op kinderen. CompuKids, gelanceerd in januari 1996, wordt vaak beschouwd als het eerste tijdschrift in zijn soort in Nederland, en mogelijk wereldwijd. De hoofdredacteur was Adrianus Koster, een ervaren schrijver op het gebied van computers. Het tijdschrift werd uitgegeven door Kiddo Publications, gevestigd in Amsterdam.
Het idee voor CompuKids kwam van Laura Koster, de achtjarige dochter van hoofdredacteur Adrianus Koster, die zich afvroeg waarom er geen computertijdschrift bestond vergelijkbaar met het weekblad Donald Duck. Koster besprak dit idee met uitgever Wammes Witkop, die positief reageerde.
Het tijdschrift richtte zich op kinderen die zelfstandig konden lezen, doorgaans vanaf acht jaar, maar werd ook door oudere lezers gewaardeerd vanwege de begrijpelijke uitleg over computers. Ondanks de positieve ontvangst bleef CompuKids relatief onbekend vanwege de beperkte reclamemogelijkheden van de kleine uitgeverij.

## Inhoud
CompuKids had een educatieve insteek en beoogde kinderen op een aantrekkelijke manier kennis te laten maken met computers. Het tijdschrift gaf praktische tips over computergebruik, zoals het maken van tekeningen, verjaardagskaarten en het formatteren van diskettes. Rubrieken omvatten artikelen over software voor in de klas, computerspellen, screensavers en computers op school. Daarnaast beoordeelde CompuKids software gericht op kinderen, met een focus op geschiktheid en het vermijden van ongepaste inhoud.
Na een herziening in 2002 verschoof de inhoudelijke focus naar internet-gerelateerde onderwerpen en populaire pc- en spelcomputerprogramma's. De nieuwe CompuKids was volgens hoofdredactrice Jetty Koster minder belerend en meer gericht op "fun".

## Overname
Na de overname van de uitgever Aktu Publishing Group door HUB Uitgevers, werd CompuKids voortgezet onder de nieuwe naam  Dat vind ik ervan!